# Tomáš Hokeš
Tomáš Hokeš (* 27. března 1968 Praha ), je český spisovatel.

## Život
V letech 1982–1986 studoval na Umělecko-průmyslové škole sklářské v Železném Brodě. Živí se tvorbou a renovací vitráží, vlastní licenci Ministerstva kultury České republiky pro restaurování památek. V roce 2004 debutoval románem Malý bůh o Keltech z území dnešních Čech.

## Dílo
- Malý bůh, 2004, 2008
- Panáčci, 2009
- DESTINE, s.r.o., 2011